# Védy

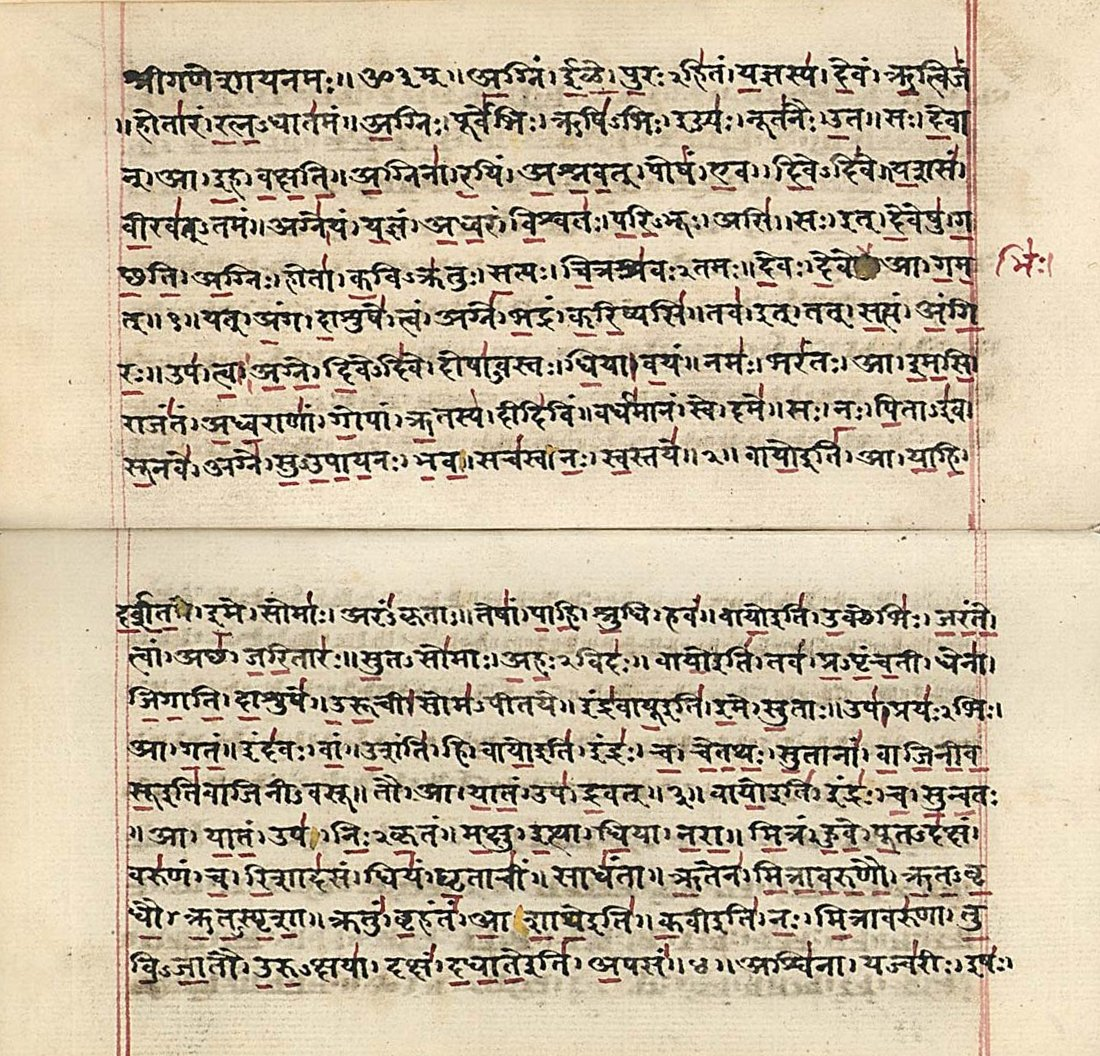
Rukopis Rgvédy psaný v dévanágarí začátkem 19. století

Védy (sanskrtsky वेद véda „vědění“, singulár maskulina) jsou rozsáhlý soubor náboženských textů sepsaný ve védském sanskrtu ve védském metru. Slovo véda je odvozené ze sanskrtského kořenu vid a znamená vědění, poznání pravdy, posvátná tradice nebo obětní uctívání. Jejich vznik spadá do védského období starověké Indie, tedy přibližně do doby 1500–500 př. n. l., jež bylo následováno nahrazením védského náboženství klasickým hinduismem, i poté však byly tyto texty chápány jako nejvýznamnější svatá písma. Védy si uchovaly významné místo v indickém myšlení a kultuře, jejich jazyk nebyl nikdy zapomenut a jejich odkaz je dále rozvíjen. Taktéž stále existuje několik tradičních bráhmanských škol, které stále praktikují védský rituál a uchovávají védskou představu o světě.
Jako védy jsou v užším smyslu chápány pouze čtyři sanhity: Rgvéda, Samavéda, Jadžurvéda a Atharvavéda, v širším smyslu, jsou védy totožné se souborem textů zvaným šruti „to co bylo slyšeno“, které také zahrnuje o něco pozdější bráhmany, áranjaky a upanišady. V tomto širším smyslu se také hovoří o védské literatuře. Ostatní hinduistické texty jsou známy jako smrti „to co je pamatováno, tradice“. Mezi smrti náleží například védangy – pomocné texty ke studiu védů, například o gramatice, etymologii či astronomii, eposy Mahábhárata a Rámájana, purány, sútry a další texty. Především v povédské tradici je někdy zmiňován také pátý véd, typicky ztotožňovaný s Máhábháratou, někdy také s různými puránami či Nátjašástrou.
Proti významu védů v hinduismu však hovoří fakt že většina lidí označovaných jako hinduisté tyto texty nezná nebo nepovažuje učení v nich obsažená za důležitá. Podle odhadu Agéhánandy Bháratího zná alespoň názvy jednotlivých védů sotva pět procent z nich. Tuto skutečnost zaznamenali již na počátku 19. století orientalisté, kteří byli překvapení tím, že ani bráhmani védy zpravidla neznají. U mnoha hinduistických škol taktéž není uznáván výše zmíněný kánon védských textů – mezi védy jsou tak počítány také eposy a purány, někteří višnuisté například považují za nejvýznamnější védský text Bhágavatapuránu.
Nejstarší části védů, především Rgvéda, byly původně uchovávány pouze ústně a až po několika staletích byly písemně zaznamenány. Předpokládá se že během této doby prodělaly texty minimum změn.

## Obsah a vznik
| Nebylo jsoucna ani nejsoucna tehdy, nebylo vzdušného prostoru ani nebe nad ním. Co se hýbalo? Kde? Kdo k ochraně bděl? Byla to voda, hluboká, nesmírná? Nebylo smrti, nesmrtelnosti v onen čas, nebylo stopy po noci a dni. Samo sebou jen to bez dechu dýchalo. Mimo to nic nebylo jiného ... Tma byla na počátku, pokrytá tmou, v ní toto vše jako nerozlišená spousta vod. Tam zárodek zahalen v prázdnotu hluchou – to jediné povstalo mocí tvůrčího vznícení. V něm se nejdříve zrodila touha – to byl první výron mysli. V srdci hledajíce rozvážně moudří v nejsoucnu nalezli odůvodnění jsoucna. Napříč rozpjali k měření šňůru: bylo vůbec něco dole, bylo něco nahoře? Oplodňující moc byla a síly: dole prasíla, nahoře podnět. Kdo v pravdě ví, kdo může na světě říci, odkud vše vzniklo, odkud se vše vytvářelo. Bozi se zrodili později s tímto světem. Kdo tedy ví, z čeho svět povstal. Ten, jenž toto stvořil svou mocí, ať sám vše vykonal nebo ne, on, bdící nad světem v nejvyšším nebi, jistě to ví … nebo neví to ani on sám. |
| Rgvéda 10.129 |

Téměř všechny védské sbírky představují soubor textů vzniklých v různých dobách a uspořádaných do jednotné formy svými redaktory. Způsob, jakým vznikaly a v jakém období, lze určit pouze přibližně, a to na základě jejich obsahu a jazykového rozboru. Například Rgvéd odráží náboženství a mytologii Praindoevropanů, ale tato vrstva byla transformována vrstvou indoíránskou a nakonec indoárjovskou, přičemž určitý vliv na něj nejspíše měly představy předárjských obyvatel Indie jako Drávidů či Mundů. K jeho redakci a kodifikaci, a to v ústní podobě, došlo nejspíše kolem roku 1 500 př. n. l. Z téže doby nejspíše pochází nejstarší části ostatních sanhit, k jejichž konečné kodifikaci došlo před koncem první poloviny 1. tisíciletí př. n. l.
Mezi sanhity, védy v užším slova smyslu, náleží čtyři sbírky textů seřazené podle svého stáří:
- Rgvéda – soubor oslavných hymnů (súkta) na bohy
- Jadžurvéda – soubor obětních formulí
- Sámavéda – soubor nápěvů, příručka obětního zpěváka udgátara
- Atharvavéda – soubor zaklínadel a magických formulí

V době kodifikace mladších sanhit, vznikly k sanhitám prozaické komentáře, zvané bráhmany „bráhmanské (výklady)“, které se zaobírají rituální praxí i mýty a jejich interpretací, včetně gramatické. Jejich obsah lze dělit na vidhi – rituální pravidla, arthavády – zdůvodnění těchto pravidel, a brahmódjy – disputace. Taktéž v nich lze nalézt velké množství mýtů, teologických spekulací, výkladů filosofických pojmů – především pojmů brahman – nejvyšší a nepopsatelný duchovnm princip, a átman – osobní duchovním princip. Z filosofie bráhmanů později hojně čerpali upanišady.
Jednotlivé bráhmany byly chápány jako výklad ke konkrétním sanhitám. K Rgvédu tak náleží:
- Aitaréjabráhmana
- Kaušítakibráhmana

K Samavédu náleží:
- Paňčavimšabráhmana
- Džaiminíjabráhmana

K Bílému Jadžurvédu náleží:
- Šataprathabráhmana

K Černému Jadžurvédu náleží:
- Taittiríjabráhmana

K Atharvavédu náleží:
- Gópathabráhmana

Z téhož období pochází áranjaky „lesní knihy“, popisující a vysvětlující různé rituály. O něco později, přibližně do roku 300 př. n. l. vznikaly rané upanišady zaměřující se především filosofické koncepty načrtnuté v bráhmánách jako brahman a átman, což vedlo k oslabení významu rituálu a zániku védského náboženství a jeho nahrazení klasickým hinduismem.

## Účel a význam
Hlavním účelem védské literatury je poskytnout poznání o seberealizaci, a tak přinést vysvobození (mókša) z utrpení. Učenci jsou většinou zajedno, že cílem védského myšlení je dosáhnout pravdy a poznání vedoucích k osvícení. Každý védský systém hledá pravdu, nikoli však akademicky – poznání samo pro sebe, nýbrž poznání pravdy, která přinese osvícení. Védské myšlení neusiluje o informaci, ale o přeměnu. Dokud si lidé budou myslet, že cesta hmotného štěstí je pokrokem, nebudou usilovat o to, aby změnili sami sebe. Odtud tedy další důležité poznání – džanma mrtju džarávjádhi duhkhadošánu daršanam – narození, stáří, nemoc a smrt jsou utrpením (Bhagavadgíta 13.9). Védská literatura nekompromisně prohlašuje, že i přes zdánlivé radosti znamená hmotný život utrpení. Smyslem védského vědění je vysvobodit upřímného tazatele z tohoto utrpení.
Védská literatura se do všeobecného povědomí začala dostávat na konci 19. století. Velký přínos měly práce H. P. Blavatské a N. Roericha. Zvláštní zájem o védskou literaturu projevovali i nacisté ve 30. a 40. letech 20. století. V dnešní době se šíří prostřednictvím indických guruů, jako jsou A. C. Bhaktivédánta Svámí Prabhupáda (zakladatel ISKCONu), Sai Baba a Mahariši Maheš Jógi. Inspirovaly také hnutí New Age a stále populárnější cvičení hatha jógy.

## Védský odkaz
Přes nespornou genialitu myslitelů raného středověku je však nutno upozornit také na nesmírně širokou paletu učení, jimiž jsou védy prodchnuty. Jejich různorodost a kosmologické představy jsou kořeny védského pohledu na svět. Védy neznají jednoznačné filozofické školy nebo systémy. Védské sbírky uchovávají poznatky o životě praevropanů a dalších národů či kmenů s jejich paleoastronomickými svátky a poznatky z dob, které není možné vědecky ověřit – 8000 až 800 př. n. l. Obdivuhodný dar védského odkazu je v trvale živé inspirovanosti a dosud nevyčerpané studnici poznání, zvláště v nadčasových otázkách významu lidské existence a totožnosti átman (individuální duchovní princip) a brahman (nejvyšší vesmírný duchovní princip) nezávisle na jáství (ahamkára), které je závislé na době, místě a životním přesvědčení.
Védy nejsou jednoznačně nábožensky nebo materialisticky zaměřeny. Různorodost je ideou všech vhledů védských ršijů (řešitelů) do kosmologických a ideových otázek.
Na Védy se tedy odkazují velmi nesourodé směry indického hinduismu.

## Způsob uchování
Védy přechovávali bráhmani tak, že je předávali v ústní podobě z pokolení na pokolení. Většina hymnů jsou obětní a oslavné chvalozpěvy adresované různým bohům. Tyto hymnické písně a způsob provádění obětí, které je doprovázely, jsou považovány za něco, co lidem vnukli prostřednictvím svatých zřeců (ršiů) samotní bohové, aby lidi poučili, jak je správně uctívat. K tomu, aby v nich i při absenci jakéhokoli písemného záznamu nedošlo ani k sebemenším změnám, vytvořili složitý a důmyslný systém jejich uchovávání výhradně ústním podáním (časoměrný verš a védská metrika), jimž vděčíme za to, že se nám védské texty dochovaly až do svého mnohem pozdějšího písemného zaznamenání naprosto věrně a bez jakékoli obsahové, jazykové nebo fonetické změny.[ve zdroji nenalezeno]

## Součásti
Dvě základní součásti védských hymnů jsou mantry a bráhmany. Tyto dvě součásti jsou šruti – to, co bylo zřeno. Mantry se skládají ze tří součástí – rk, jadžus a sáman. Ze součásti bráhmany (výkladová část) vznikla pozdější filosofická a metafyzická díla – brahmasútry a upanišady. Později byly obě tyto součásti připojeny k áranjakám – vedoucího filosofického systému hinduismu zvaného také daršany. Z pozdějšího období pocházejí itihásy, purány, upavédy a védángy, společně nazývané smrti (to, co bylo zapamatováno).[ve zdroji nenalezeno]